# جان دوس پاسوس
جان رودریگو دوس پاسوس (به انگلیسی: John Roderigo Dos Passos) ‏ (۱۸۹۶–۱۹۷۰) نویسنده آمریکایی بود.

## زندگی‌نامه
جان دوس پاسوس در ۱۴ ژانویهٔ ۱۸۹۶ در شیکاگو متولد شد. «جان راندولف دوس پاسوس» (۱۹۱۷–۱۸۴۴) و «لوسی مدیسون» والدین وی بودند. جان دوس پاسوس، در زندگی نسبتاً ماجراجویانه خود چندین گرایش سیاسی مختلف را تجربه کرد. در سال ۱۹۱۶ از دانشگاه هاروارد فارغ‌التحصیل شد وی به اسپانیا رفت تا معماری بخواند. در ژوئن ۱۹۱۷ داوطلب خدمت در ارتش فرانسه شد. بعدها پس از ورود ایالات متحده به جنگ جهانی اول، او در ارتش این کشور خدمات پزشکی ارائه می‌کرد. دوس پاسوس در شهر وردن شاهد یکی از سبعانه‌ترین نبردهای جنگ جهانی اول یعنی نبرد وردن بود. جان دوس پاسوس از هم‌دوره‌های ارنست همینگوی و فیتزجرالد است. مانند همینگوی در سال‌های جنگ رانندهٔ آمبولانس بوده‌است.
او دو رمان اول خود، آغاز "یک مرد: ۱۹۱۷" و "سه سرباز" را که به ترتیب در سال‌های ۱۹۲۰ و ۱۹۲۱ منتشر شدند، بر اساس تجربیاتش در جبهه نوشت. او جنگ را به عنوان ابزار نظام سرمایه‌داری برای به اسارت کشیدن کارگران مورد انتقاد قرار می‌داد و از صلح گرایی و اصلاحات اجتماعی حمایت می‌کرد.
در سال‌های جوانی‌اش چهره‌ای رادیکال و معترض بوده، اما در سال‌های آخر عمر به چهره‌ای مرتجع بدل می‌شود که در ماجراهای مک‌کارتیسم در آمریکا علیه کسانی هم گواهی داده‌است. او دیدگاه‌های چپ داشت و کمونیست بود، علی‌رغم این‌که نویسندهٔ بسیار مهم و تأثیرگذاری است و در مقدمهٔ نجف دریابندری بر رمان «رگتایم» بر اهمیت و جایگاه مهم این نویسنده تأکید شده‌است، به خاطر دیدگاه‌های کمونیستی و چپش کنار گذشته شده و به او چندان در آمریکا توجه نشده‌است.
در دهه‌های ۱۹۲۰ و ۱۹۳۰، دوس پاسوس که توان ادبی خود را بر نقایص نظام سرمایه‌داری متمرکز کرده بود، در نظر چپ گرایان به قهرمان مبدل شد. نازی‌ها آثار او را به دلیل گرایش‌های چپ گرایانه محکوم کرده و سوزاندند. دوس پاسوس به دلیل تمایلات کمونیستی و شرکت در جنگ جهانی اول، در دیدگاه حاکمان نازی به یک فرد نامطلوب تبدیل شده بود، هرچند که او بعدها در پی پاکسازی‌های استالین، از کمونیسم روگردان شد.
به سال ۱۹۳۸ با مقالهٔ ستایش‌آمیز ژان پل سارتر، شهرتش اوج گرفت. وی اشاره نمود که " «من دوس پاسوس را بزرگترین نویسنده زمانمان می‌دانم.» "'the greatest writer of our time' (No. 42)""
دوس پاسوس در ۲۸ سپتامبر ۱۹۷۰ میلادی در سن ۷۴ سالگی در بالتیمور، مریلند درگذشت
دوس پاسوس در روایت سه‌گانهٔ یا تریلوژی یو اس ای (USA) چند حادثه را تواماً نقل می‌کند و هر یک از حوادث را به تناوب توصیف و بیان می‌کند. این اثر از سال ۱۸۹۶ تولد جان دوس پاسوس آغاز می‌شود و تا سال ۱۹۳۹ وقوع «بحران مالی بزرگ آمریکا» ادامه پیدا می‌کند.

## کتابشناسی
مهمترین آثارش عبارتنداز:
- سه سرباز (۱۹۲۱)
- منهتن ترنسفر (۱۹۲۵)
- تریلوژی یو.اس.اِی (USA) (۱۹۳۸):
  - مدار ۴۲ درجه (۱۹۳۰)
  - ۱۹۱۹ (۱۹۳۲)
  - پول کلان (۱۹۳۶)
- زمینی که برآنیم (۱۹۴۹)
- ناحیۀ کلمبیا (۱۹۵۲):
  - ماجراهای یک مرد جوان (۱۹۳۹)
  - شماره یک (۱۹۴۳)
  - طرح بزرگ (۱۹۴۹)
- اوج خوشبختی (۱۹۵۴)

## ترجمه به فارسی
از جان دوس پاسوس آثار زیر به زبان فارسی ترجمه و به چاپ رسیده است.
- سفر به شرق، ترجمۀ سعید باستانی، تهران: انتشارات نیلوفر‏‫، ‏‫۱۳۸۷.‬
- سه سرباز، ترجمۀ علی کهربایی، تهران: کتاب نشر نیکا، ‏‫۱۳۹۲.‬
- گذار منهتن، ترجمۀ علی کهربایی، تهران: کتابسرای نیک، ‏‫‏‏‏‏۱۳۹۵.

رمان سه جلدی تریلوژی یو.اس.ای (USA) جان دوس پاسوس دو بار به زبان فارسی ترجمه شده است:
- ی‍ن‍گ‍ه‌‌دن‍ی‍ا‬‬
  - ی‍ن‍گ‍ه‌دن‍ی‍ا: ج ۱: م‍دار ۴۲، ت‍رج‍مۀ س‍ع‍ی‍د ب‍اس‍ت‍ان‍ی‌، ت‍ه‍ران‌: ه‍اش‍م‍ی‌ ، ۱۳۸۵.‬‬
  - ی‍ن‍گ‍ه‌دن‍ی‍ا: ج ۲: س‍ال‌ ۱۹۱۹، ت‍رج‍مۀ س‍ع‍ی‍د ب‍اس‍ت‍ان‍ی‌، ت‍ه‍ران‌: ه‍اش‍م‍ی‌، ۱۳۸۵.‬
  - ی‍ن‍گ‍ه‌دن‍ی‍ا: ج ۳: پول کلان‏‫، ترجمۀ سعید باستانی، تهران‏‫: هاشمی‬‏‫، ۱۳۹۷.‬
- یو.اس.ای، ‫۳ ج، ترجمۀ علی کهربایی، تهران: نشر ثالث‏‫، ۱۳۹۹.